# Wen Tong

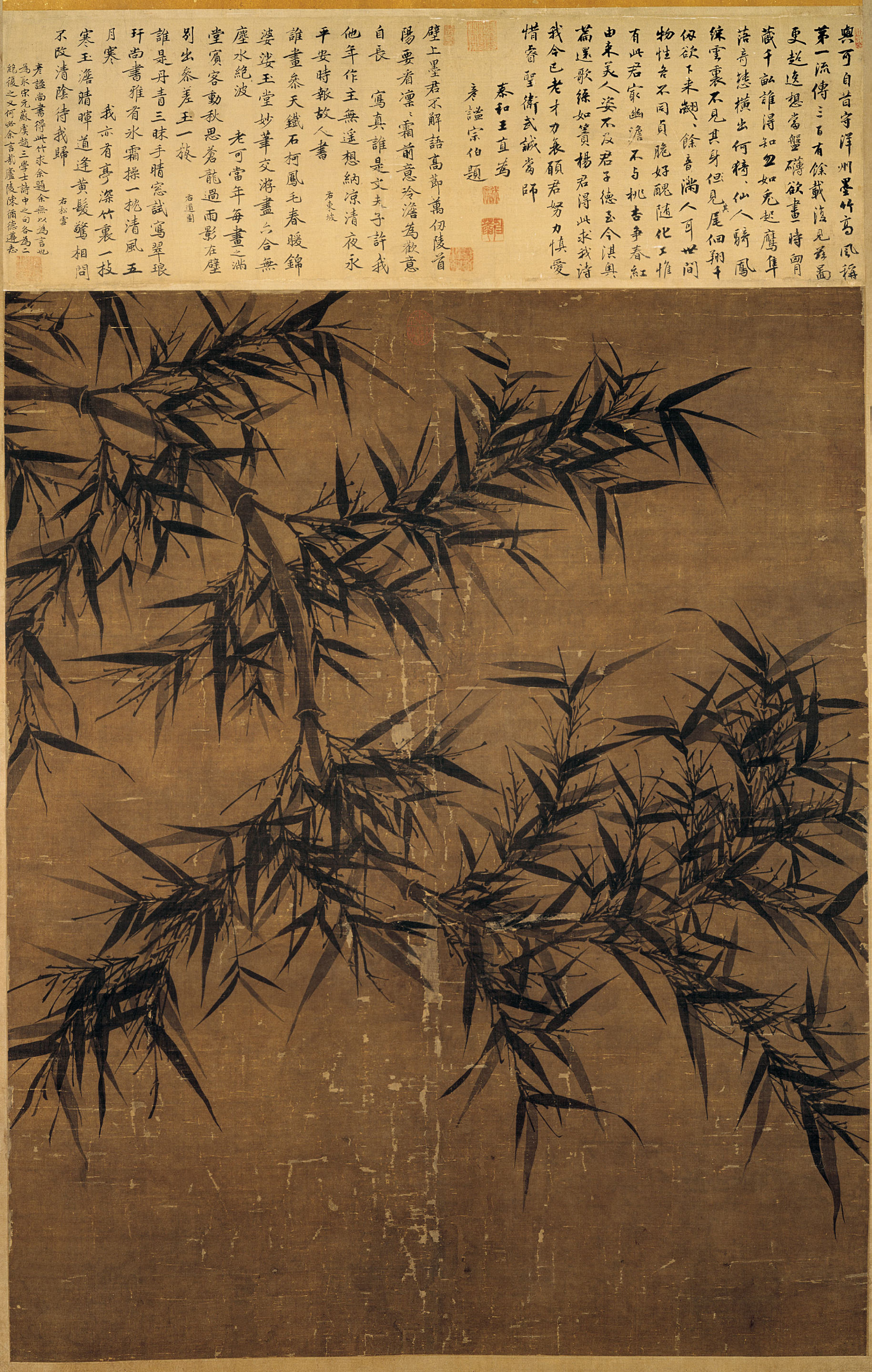
Grande branche de bambou par Wen Tong. La ligne incurvée de la branche tombante rappelle celle d'un arc tendu. Les feuilles sont acérées comme des lames d'épée. Le travail du pinceau fait ressortir les lignes de force, la structure de l'ensemble. L'opposition des valeurs d'encre contribue à donner à cette branche mouvement, relief et légèreté

Wen Tong ou Wen T'ong ou Wên T'ung surnom : Yuke, nom de pinceau : Jinjiang Daoren, Xiao-Xiao Xiansheng et  Shishi Xiansheng. Né en 1019, mort en 1079. Originaire de Zitong, province de Sichuan. Peintre chinois.

## Le motif du bambou dans la peinture chinoise
La pratique de la peinture par les lettrés à l'encre de Chine monochrome porte parfois sur des sujets à valeur symbolique autres que le paysage ''sanshui'' : ce sont les bambous, rochers, vieux arbres, pins et orchidées, narcisses et pruniers en fleur. Dans ce groupe, le bambou est de loin le sujet favori. Ce genre est pratiqué pour la première fois par des artistes lettrés à la fin des Song du Nord  dont Su Shi, Wen Tong et d'autres. Ces thèmes furent repris par quelques artistes travaillant après le chute des Song dans le Nord, sous la dynastie des Jin. Lorsque les Song du Sud virent leur empire s'effondrer les peintres lettrés du début des Yuan reprirent cette tradition avec l'envie de rompre avec le goût manifesté par les Mongols au pouvoir et qui n'était guère différent de celui de l'Académie de peinture des Song depuis Huizong . Ce motif devint un topos de la peinture chinoise.

## Biographie
Wen Tong est reçu à l'examen de «lettré accompli», quand il passe, en 1049, les examens triennaux à la capitale et reçoit le grade de jinshi et devient alors magistrat à Huzhou (province du Zhejiang, où il est alors connu sous le nom de Wen Huzhou. Il peut dès lors exercer des fonctions importantes, mais il semble vouloir l'ignorer. De santé délicate, il préfère sans doute se garder disponible pour la méditation et l'expression artistique. Dans sa jeunesse, il ne cesse pas de peindre des bambous. Qu'il trouve une pure soie blanche ou du beau papier, aussitôt il saisit son pinceau et brosse ou éclabousse l'encre ! Il travaille, tout absorbé en son œuvre. À ce sujet, Su Shi écrit : « Quand Yuke peint un bambou, il ne voit que le bambou et ne se voit pas lui-même. Est-ce assez pour dire qu'il a perdu conscience de lui-même ? Comme en transe, il délaisse son propre corps. Son corps se transforme, devient bambou, et une fraîcheur inépuisable se crée ». Grand ami de Su Dongpo, il est célèbre comme peintre de bambous à l'encre, peinture de lettré par excellence

## Techniqueméditative
Avant de peindre, Wen Tong brûle de l'encens. Il observe longuement les bambous avant de les peindre. Il entre en concentration, et voit bambous et fleurs dans leur miroir intérieur. Aussi sa peinture acquiert du renom. D'après le Catalogue de la Collection impériale, il se fait construire un pavillon dans la vallée du Grand Bambou et, du haut de ce belvédère, il trouve sa joie à contempler les arbustes. Aussi devient-il toujours plus habile à peindre les bambous.
 
Il saisit le principe interne Li qui les font être ce qu'ils sont. Il les représente sous des aspects sans cesse différents, en perpétuelle transformation. Dans ses peintures, cependant, chaque élément composant occupe la place qui est la sienne dans un ensemble organique. Ainsi tout s'accorde dans l'image, les convenances naturelles et les exigences de la pensée. L'intuition du Li, intime raison des choses, est propre «aux lettrés de la plus haute classe», écrit Su Shi, elle ouvre un chemin vers l'intelligence du vrai.

## Plénitude
En avançant en âge, Wen Tong se montre plus réservé quand on lui demande une peinture. À un visiteur que surprend ce changement d'attitude, il répond : « Dans les années passées, j'étudiais le Dao, sans jamais l'atteindre ni à trouver la paix du cœur... aussi je continuais simplement à peindre des bambous à l'encre, exprimant à travers eux mon angoisse. C'était comme une maladie. Maintenant, cette maladie est guérie. Rien ne reste à faire ».
Wen Tong est taoïste, mais son attitude est ici très proche d'un adepte du Chan. L'homme vrai est «sans affaires». Yuke peint ses bambous d'un seul trait avec un détachement que «font apparaître ses jeux d'encre». Le plus célèbre de ses émules est un calligraphe et peintre du XIIe siècle, Wang Tingyun (1151-1202). La tradition fondée par Su Shi et Wen Tong sous les Song du Nord ne retrouve cependant toute sa force que sous les Yuan.

## Musées
- New York: (Metropolitan Museum of Art):
  - Automne dans la vallée, rouleau en longueur inscrit avec le nom du peintre.
- Pékin (Musée du Palais) :
  - Arbres nus et grands bambous près d'un rocher, éventail attribué.
- Taipei (Nat. Palace Mus.) :
  - Grande branche de bambou, encre sur soie, rouleau en hauteur, H: 131cm. L: 105cm. attribution.